# Samborka
Samborka (poprz. Samborza) – struga w północno-zachodniej Polsce, lewy dopływ Plitnicy.
Ma źródło na obszarze między wsiami: Brzeźnica i Pniewo, skąd płynie na południowy zachód przy wschodniej części wsi Brzeźnica. Dalej płynie na południe i przy wsi Samborsko na południowy wschód. Następnie na południe i przy leśniczówce Smolary w gminie Smolary uchodzi do Plitnicy.
Do 1945 r. poprzednią niemiecką nazwą rzeki była Zamborster Fließ. W 1955 r. ustalono urzędowo polską nazwę Samborza. Jednakże w 2006 r. Komisja Nazw Miejscowości i Obiektów Fizjograficznych przedstawiła nazwę Samborka.